# Kārlis Ozols
Kārlis Alexandrs Ozols (9. srpna 1912 Riga – 23. března 2001 Melbourne) byl lotyšsko-australský šachista. Dlouho byl podezříván ze zločinů spáchaných během druhé světové války, avšak obviněn nikdy nebyl.